# Noah James
Noah Paul James (Newcastle, 14 de fevereiro de 2001) é um futebolista profissional australiano que atua como goleiro do Newcastle Jets.

## Biografia
Nasceu em 14 de fevereiro de 2001 em Newcastle, no estado da Nova Gales do Sul, Austrália.

## Carreira
Durante sua carreira, James quase atuou como goleiro substituto do Newcastle Jets na Grande Final da A-League de 2018, mas foi considerado inelegível por não ter participado da Y-League de 2017-181. No mês de outubro de 2018, James e Jack Simmons firmaram contratos de bolsa de estudos sênior com a equipe do Newcastle Jets. Posteriormente, em julho de 2019, James foi honrado com uma convocação para integrar a seleção sub-20 da Austrália.
No início de 2020, James enfrentou um contratempo significativo em sua carreira devido a uma lesão. Ele rompeu os ligamentos de sua mão, o que resultou em um afastamento de vários meses do campo. Apesar desse revés, James fez uma estreia impressionante na A-League representando os Jets. Seu primeiro jogo foi contra o Wellington Phoenix, no qual os Jets saíram vitoriosos. Esta partida marcou o último jogo dos Jets na A-League de 2019-20. A atuação de James foi tão notável que atraiu elogios do técnico Carl Robinson.
No dia 30 de dezembro de 2020, James foi transferido por empréstimo para o Western Sydney Wanderers para a temporada da A-League de 2020-21. Esta mudança ocorreu após a extensão de seu contrato com o Newcastle Jets por mais três anos. Posteriormente, em 10 de fevereiro de 2022, James foi novamente emprestado, desta vez para o Dandenong Thunder SC, para a temporada da NPL Victoria [en] de 2022.